# Chronologie starověkého Blízkého východu
Chronologie starověkého Blízkého východu  je rámcem dat pro různé události, panovníky a dynastie. Historické nápisy a texty obvykle zaznamenávají události z hlediska posloupnosti úředníků nebo vládců: „v roce X krále Y“. Vzájemným porovnáváním mnoha záznamů dává relativní chronologie do souvislosti data ve městech v široké oblasti.
Pro 3. a 2. tisíciletí před naším letopočtem je tato korelace méně jistá, ale lze rozlišit následující období:
- Starší doba bronzová: Po vzestupu klínového písma v předchozím období Uruku a období Džemdet Nasr přišla řada panovníků a dynastií, jejichž existence je založena převážně na omezených současných pramenech (např. En-me-barage-si, Sumerský královský seznam), v kombinaci s archeologickými kulturami, z nichž některé jsou považovány za problematické (např. 2. fáze raně dynastického období). Nedostatek dendrochronologie, astronomické korelace a vzácnost moderních, dobře stratifikovaných sekvencí radiokarbonových dat z jižní Mezopotámie ztěžuje přiřazení absolutních dat této plovoucí chronologii.[2][3]
- Střední doba bronzová: Počínaje Akkadskou říší kolem roku 2300 př. n. l. se chronologické důkazy stávají vnitřně konzistentnějšími. Lze si udělat dobrý obrázek o tom, kdo koho následoval, a lze vytvořit synchronizaci mezi Mezopotámií, Levantou a robustnější chronologií starověkého Egypta. Na rozdíl od předchozího období existuje řada datových bodů, které pomáhají přeměnit tuto plovoucí chronologii na pevnou. Patří mezi ně astronomické události, dendrochronologie, radiokarbonové datování a dokonce i sopečná erupce. Přesto k dohodě nedošlo. Nejčastěji viděným řešením je umístit vládu Chammurapiho od roku 1792 do roku 1750 př. n. l., což je „střední chronologie“, ale ke konsenzu je daleko.[4]
- Mladší a pozdní doba bronzová: Po pádu první Babylonské říše následovalo období chaosu, kdy „Pozdně starobabylonských královských nápisů je málo a názvy letopočtů méně evokují politické události, rané kassitské důkazy jsou ještě vzácnější a donedávna zdroje z období 1. přímořské dynastie byly téměř neexistující“.[5] Poté přišlo období stability s asyrskou střední říší, chetitskou novou říší a 3. babylonskou dynastií (Kassitská).
- Kolaps doby bronzové: „Období temna“ začíná pádem 3. babylonské dynastie (Kassitská) kolem roku 1200 př. n. l., invazemi mořských národů a rozpadem říše Chetitů.
- Starší doba železná: Kolem roku 900 př. n. l. se se vzestupem Novoasyrské říše opět množí písemné záznamy, které stanoví relativně bezpečná absolutní data. Klasické zdroje, jako je Ptolemaiův kánon (Seznamy starověkých vladařů), Béróssova díla a Hebrejská bible, poskytují chronologickou podporu a synchronizaci. Nápis z desátého roku asyrského krále Aššur-dána III. odkazuje na zatmění Slunce a astronomické výpočty v rozmezí věrohodných let datují zatmění na 15. června 763 př. n. l. To může být potvrzeno dalšími zmínkami o astronomických událostech a je zavedena bezpečná absolutní chronologie, která spojuje relativní chronologie s nyní převládajícím gregoriánským kalendářem.

## Různé chronologie střední doby bronzové
Kvůli řídkosti zdrojů během „období temna“ je historie blízkovýchodní střední doby bronzové až do konce 1. babylonské dynastie založena na plovoucí nebo relativní chronologii. Byly pokusy ukotvit chronologii pomocí záznamů zatmění a dalších metod, jako je dendrochronologie a radiokarbonové datování, ale žádné z těchto dat není široce podporováno.
V současnosti jsou hlavní myšlenkové směry o absolutním datování tohoto období odděleny 56 nebo 64 lety. Důvodem je to, že klíčovým zdrojem pro tuto analýzu jsou předzvěsti pozorování v astronomické Venušině tabulce krále Ammi-Saduky, a to jsou násobky 8letého cyklu viditelnosti Venuše ze Země. Novější práce Vahe Gurzadyana navrhla, že základní 8letý cyklus Venuše je lepší metrikou (aktualizováno). Někteří odborníci zcela opomíjejí platnost Venušiny tabulky Ammi-Saduky. Alternativní hlavní chronologie jsou definovány datem 8. roku vlády Ammi-Saduky, babylonského krále.
Nejběžnější řešení Venušiny tabulky (vyplenění Babylonu)
- Dlouhá chronologie (vyplenění Babylonu 1651 př. n. l.)
- Střední chronologie (vyplenění Babylonu 1595 př. n. l.)[9][10][11][12][13]
- Střední nízká chronologie (vyplenění Babylonu 1587 př. n. l.)[14][15][16][17]
- Krátká chronologie (vyplenění Babylonu 1531 př. n. l.)[18][19]
- Ultra krátká chronologie (vyplenění Babylonu 1499 př. n. l.)[6]

Následující tabulka poskytuje přehled různých návrhů, uvádí některá klíčová data a jejich odchylky ve srovnání se střední chronologií, s vynecháním Superkrátké chronologie (vyplenění Babylonu v roce 1466 př. n. l.):
| Chronologie        | Ammi-Saduka, 8. rok | Vláda Chammurapiho  | Vyplenění Babylonu | Odchylka |
| ------------------ | ------------------- | ------------------- | ------------------ | -------- |
| Ultra-nízká        | 1542 př. n. l.      | 1696–1654 př. n. l. | 1499 př. n. l.     | −96 a    |
| Krátká nebo nízká  | 1574 př. n. l.      | 1728–1686 př. n. l. | 1531 př. n. l.     | −64 a    |
| Střední nízká      | 1630 př. n. l.      | 1784–1742 př. n. l. | 1587 př. n. l.     | −8 a     |
| Střední            | 1638 př. n. l.      | 1792–1750 př. n. l. | 1595 př. n. l.     | +0 a     |
| Dlouhá nebo vysoká | 1694 př. n. l.      | 1848–1806 př. n. l. | 1651 př. n. l.     | +56 a    |